# 杰西·林加德
傑西·埃利斯·林加德（英語：Jesse Ellis Lingard，1992年12月15日—），是英格兰足球运动员，出生于曼彻斯特近郊的沃灵顿，司职前腰及边锋，出身于曼联青训系统，現效力於韩国K1联赛俱樂部FC首尔，並曾代表英格蘭國家足球隊出戰國際賽事。
他的祖父祖母來自聖文森特和格林納丁斯。

## 聯賽

### 曼联
林加德从曼联青训学院逐级晋升，2010年签订职业合同。
2012年11月6日，林加德連同隊友迈克尔·基恩一起被租借至英冠莱斯特城，租借期為一個月。
2012年12月5日，莱斯特城延長借用林加德及迈克尔·基恩至2013年1月2日。
2013年夏季，林加德在曼联的季前热身赛中攻入多个入球，开始引起关注。
2013年9月19日，20歲的林加德被外借到英冠伯明翰，借用期為一個月。2013年9月21日，林加德首場代表伯明翰主場對谢周三的英冠比賽中包辦伯明翰的4個入球，最終以4:1勝出，及是首名伯明翰球員於第一場比賽能入4球。2013年10月18日，曼联同意伯明翰續借林加德多兩個月至12月14日。2013年11月28日，伯明翰與曼联達成協議續借林加德至2014年1月1日。
2014年2月27日外借至布萊頓 ，2015年2月2日外借至德比郡。
2015/16賽季獲時任領隊雲高爾重用，共上場33場、後備入替4次，攻入6球。2016年5月21日對水晶宮的英格蘭足總盃決賽，連加特後備入替胡安馬塔，並在110分鐘為曼聯射入致勝一球，以2比1擊敗水晶宮捧盃。
2016/17賽季，連加特改披14號球衣，2016年8月7日對李斯特城的英格蘭社區盾的比賽，連加特在32分鐘中路突破連過幾關，並射入領先一球，曼聯後來以2比1擊敗萊斯特城 ，奪得社區盾冠軍。該季的英格蘭聯賽盃決賽，連加特再度於溫布萊球場進球，加上隊友伊布拉希莫維奇梅開二度，最後以3-2協助紅魔險勝南安普顿捧走獎盃，至此，林加德已連續三場於溫布萊球場上演決賽進球。
2019-2020年賽季，林加德進入生涯低谷，整年英超賽事只有1入球0助攻（2019年整年，即2018-19下半季加上2019-20上半季的期間，是0進球0助攻），與同年多次打進烏龍球且失誤頻頻的中後衛搭檔、斯莫林被認為是曼聯在2018-19球季成績大幅退步的關鍵，成為自家球迷揶揄的對象。在11月28日歐霸分組賽客場對阿斯塔納的比賽中，首次擔任曼聯隊長，在開賽10分鐘射入2019年唯一的正式賽進球，但球隊以1:2落敗。連加特最終於英超本賽季最後一場對萊斯特城賽事中於補時90+8分鐘取得賽季唯一入球，確保曼聯取得2020-21的歐冠席位。

### 西汉姆联
2020/21賽季，上季季中一轉隊便立刻多次贏得英超單月最佳球員的費南德斯和表現出色的新人格林伍德基本上占走了林加德全部的出場時間，於是林加德開始尋求轉隊以獲得上場的機會。
2021年1月29日，20場英超以來一場出賽都沒有，甚至只有4場被放入出賽名單的林加德被租借到西汉姆联，直到賽季結束。2月3日首次亮相時，林加德便在對陣阿斯頓維拉的比賽中攻入兩個進球，西漢姆聯以3-1獲勝。
意想不到的是，整個上半季只在聯賽杯和足總盃出賽合計三場的林加德，轉隊重返前教練莫耶斯麾下（雖然莫耶斯執掌曼聯時期林加德幾乎都被外借至英冠）之後突然有了大爆發：西漢姆聯本季剩下18場比賽中，他出賽16場交出了9球5助攻，更包下了英超联赛四月的最佳球员和最佳进球，協助上季以16名成績驚險保級的西漢姆聯在下半季一度直衝歐冠區，雖然季末連敗給紐卡索聯以及切爾西後爭四的夢想破滅，但仍獲得本世紀最佳的第6名而取得了2021/22球季歐洲聯賽的門票。
球季結束後，西漢姆聯多次向曼聯提出報價，希望能帶走或繼續租借這名在曼聯幾乎沒有出賽空間的選手，但最終曼聯沒有放人。

### 回归曼联
租借期结束后，林加德在2021/22賽季回到曼联。由於上季的精采表現，回归之后的林加德獲得了不少替補出賽的機會，并时有突出表现。
2021/22賽季第5輪，林加德隨曼聯客場出賽前東家西漢姆聯。他於73分鐘兩隊1平時替補上場，並在第90分鐘時於禁區左側接球後，內切突破兩人包夾並攻進精彩的一球，最終曼聯2:1獲勝，不過他拒絕為此慶祝，並在賽後表示這是對前半年西漢姆球迷熱烈支持的回報。

### 諾定咸森林
2022年7月21日，連加特自由身加盟英超升班馬諾定咸森林，雙方簽約一年。期间只获两球两助。

### FC首尔
2024年2月8日，林加德以自由身加盟韩国K1联赛球队FC首尔，双方签约两年。此前林加德已经近八个月无球可踢。

## 國家隊生涯
在2013年8月13日對上蘇格蘭U-21的友誼賽時，林加德首次列入英格蘭U-21的上場名單之中，並在下半場頂替下場的內森·雷德蒙德，該場比賽英格蘭以6-0獲勝。。
2015年6月21日，對陣瑞典U-21的2015年歐洲U-21足球錦標賽時，替補上場的林加德攻入一球，終場英格蘭便以1-0獲勝。。
同年11月16日，在對陣法國的友誼賽中，因為麥可·卡里克以及傑米·瓦迪的受傷無法出賽，林加德首次進入英格蘭國家足球隊的上場名單之中。但在該場比賽中沒有獲得上場機會。隔年10月，在2018年國際足協世界盃外圍賽 (歐洲區)對陣馬爾他以及斯洛維尼亞的比賽中，林加德都有列入在上場名單中。在對決馬爾他時是林加德的初登場。該場比賽英格蘭以2-0獲勝。。
2018年3月23日對上荷蘭的友誼賽中，林加德攻入他國家隊中首顆進球，該場比賽英格蘭也以1-0獲勝。。
在2018年世界杯中，小組賽第二場對上巴拿馬時，林加德射入了他在世界盃的首顆進球，也是本屆他唯一的一顆進球。這屆世界盃他也以一進球一助攻的成績落幕。。

## 生涯數據

### 俱樂部
最後更新：2021年5月23日
| 俱樂部           | 賽季     | 聯賽     | 聯賽 | 聯賽 | 英格蘭足總盃 | 英格蘭足總盃 | 英格蘭聯賽盃 | 英格蘭聯賽盃 | 歐戰  | 歐戰 | 其他 | 其他 | 總計 | 總計 |
| 俱樂部           | 賽季     | 層級     | 出賽 | 進球 | 出賽         | 進球         | 出賽         | 進球         | 出賽  | 進球 | 出賽 | 進球 | 出賽 | 進球 |
| ---------------- | -------- | -------- | ---- | ---- | ------------ | ------------ | ------------ | ------------ | ----- | ---- | ---- | ---- | ---- | ---- |
| 曼聯             | 2011–12  | 英超     | 0    | 0    | 0            | 0            | 0            | 0            | 0     | 0    | 0    | 0    | 0    | 0    |
| 曼聯             | 2012–13  | 英超     | 0    | 0    | 0            | 0            | 0            | 0            | 0     | 0    | —    | —    | 0    | 0    |
| 曼聯             | 2013–14  | 英超     | 0    | 0    | 0            | 0            | 0            | 0            | 0     | 0    | 0    | 0    | 0    | 0    |
| 曼聯             | 2014–15  | 英超     | 1    | 0    | 0            | 0            | 0            | 0            | —     | —    | —    | —    | 1    | 0    |
| 曼聯             | 2015–16  | 英超     | 25   | 4    | 7            | 2            | 1            | 0            | 7     | 0    | —    | —    | 40   | 6    |
| 曼聯             | 2016–17  | 英超     | 25   | 1    | 2            | 0            | 4            | 1            | 10    | 2    | 1    | 1    | 42   | 5    |
| 曼聯             | 2017–18  | 英超     | 33   | 8    | 6            | 2            | 2            | 3            | 6     | 0    | 1    | 0    | 48   | 13   |
| 曼聯             | 2018–19  | 英超     | 27   | 4    | 2            | 1            | 1            | 0            | [ d ] | 0    | —    | —    | 36   | 5    |
| 曼聯             | 2019-20  | 英超     | 22   | 1    | 4            | 1            | 5            | 0            | 9     | 2    | —    | —    | 40   | 4    |
| 曼聯             | 2020–21  | 英超     | 0    | 0    | 1            | 0            | 2            | 0            | 0     | 0    | —    | —    | 3    | 0    |
| 曼聯             | 總計     | 總計     | 133  | 18   | 22           | 6            | 15           | 4            | 38    | 4    | 2    | 1    | 210  | 33   |
| 萊斯特城（租借） | 2012–13  | 英冠     | 5    | 0    | —            | —            | —            | —            | —     | —    | —    | —    | 5    | 0    |
| 伯明翰（租借）   | 2013–14  | 英冠     | 13   | 6    | —            | —            | —            | —            | —     | —    | —    | —    | 13   | 6    |
| 布萊頓（租借）   | 2013–14  | 英冠     | 15   | 3    | —            | —            | —            | —            | —     | —    | 2    | 1    | 17   | 4    |
| 德比郡（租借）   | 2014–15  | 英冠     | 14   | 2    | 1            | 0            | —            | —            | —     | —    | —    | —    | 15   | 2    |
| 西汉姆联（租借） | 2020–21  | 英超     | 16   | 9    | —            | —            | —            | —            | —     | —    | —    | —    | 16   | 9    |
| 諾丁漢森林       | 2022–23  | 英超     | 14   | 0    | 0            | 0            | 2            | 2            | —     | —    | —    | —    | 16   | 2    |
| 生涯總計         | 生涯總計 | 生涯總計 | 226  | 40   | 24           | 6            | 18           | 6            | 42    | 4    | 4    | 2    | 314  | 58   |

1. ↑  於歐洲冠軍聯賽4次出賽,歐足總歐洲聯賽3次出賽
2. 1 2  於歐足總歐洲聯賽出賽
3. ↑  於英格蘭社區盾出賽
4. 1 2  於歐洲冠軍聯賽出賽
5. ↑  於歐洲超級盃出賽
6. ↑  於英冠附加賽（英语：EFL Championship play-offs）出賽

### 國家隊
最後更新：2021年9月5日
| 國家隊 | 年分 | 出賽 | 進球 |
| ------ | ---- | ---- | ---- |
| 英格兰 | 2016 | 3    | 0    |
| 英格兰 | 2017 | 5    | 0    |
| 英格兰 | 2018 | 14   | 4    |
| 英格兰 | 2019 | 2    | 0    |
| 英格兰 | 2021 | 8    | 2    |
| 總計   | 總計 | 32   | 6    |

### 國家隊進球
最後更新：2021年9月5日
| # | 日期           | 場館                                                                 | 場次 | 對手   | 進球後比分 | 終場比分 | 賽事                     | 參考來源 |
| - | -------------- | -------------------------------------------------------------------- | ---- | ------ | ---------- | -------- | ------------------------ | -------- |
| 1 | 2018年3月23日  | 荷蘭，阿姆斯特丹 · 阿姆斯特丹球場（Amsterdam Arena）                 | 9    | 荷蘭   | 1–0        | 1–0      | 友誼賽                   | [ 31 ]   |
| 2 | 2018年6月24日  | 俄羅斯，下諾夫哥羅德 · 下諾夫哥羅德體育場（Nizhny Novgorod Stadium） | 14   | 巴拿马 | 3–0        | 6–1      | 2018年世界盃足球賽小組賽 | [ 32 ]   |
| 3 | 2018年11月15日 | 英格兰，倫敦 · 溫布利球場（Wembley Stadium）                         | 21   | 美国   | 1–0        | 3–0      | 友誼賽                   | [ 33 ]   |
| 4 | 2018年11月18日 | 英格兰，倫敦 · 溫布利球場（Wembley Stadium）                         | 22   |        | 1–1        | 2–1      | 2018–19年歐洲國家聯賽A   | [ 34 ]   |
| 5 | 2021年9月5日   | 英格兰，倫敦 · 溫布利球場（Wembley Stadium）                         | 31   | 安道尔 | 1–0        | 4–0      | 2022年世界盃資格賽       | [ 35 ]   |
| 6 | 2021年9月5日   | 英格兰，倫敦 · 溫布利球場（Wembley Stadium）                         | 31   | 安道尔 | 3–0        | 4–0      | 2022年世界盃資格賽       | [ 35 ]   |

## 榮譽
曼聯青年隊
- 英格蘭足總青年盃冠军：2010–11（英语：2010–11 FA Youth Cup）[36]

曼聯
- 英格蘭足總盃冠军：2015–16（英语：2015–16 FA Cup）[37]
- 英格蘭足球聯賽盃冠军：2016–17（英语：2016–17 EFL Cup）[38]
- 英格蘭社區盾冠军：2016（英语：2016 FA Community Shield）[39]
- 歐足聯歐洲聯賽冠军：2016–17[40]

英格蘭國家足球隊
- 世界盃足球賽殿軍：2018[41]
- 欧洲国家联赛季军：2018–19[42]

## 外部連結
- Soccerway資料庫：杰西·林加德
- 足球数据库：林加德的球员统计数据